# Lista dos estados da região Norte do Brasil por PIB per capita
Esta é a lista de unidades federativas da Região Norte do Brasil por produto interno bruto (PIB) nominal per capita, publicada em 2023 e referente ao ano de 2021, com valores em reais brasileiros.

Mapa dos estados brasileiros segundo o PIB per capita em 2020. Em reais:

| > 80.000 > 40.000 > 35.000 | > 25.000 > 20.000 > 15.000 |

| Posição                | Posição                  | Estado       | PIB per capita em R$ mil (2021) |
| Dados relativos a 2021 | Mudança comparada a 2020 | Estado       | PIB per capita em R$ mil (2021) |
| ---------------------- | ------------------------ | ------------ | ------------------------------- |
| 1                      | (2)                      | Tocantins    | 32.214,73                       |
| 2                      | (1)                      | Rondônia     | 32.044,73                       |
| 3                      | (1)                      | Amazonas     | 30.803,56                       |
| 4                      | (1)                      | Pará         | 29.953,43                       |
| 5                      | (1)                      | Roraima      | 27.887,57                       |
| 6                      | (1)                      | Acre         | 23.569,31                       |
| 6                      | (1)                      | Amapá        | 22.902,86                       |
| Total                  | Total                    | Região Norte | 32.511,60                       |